# 殺戮空間
《殺戮空間》是一款合作的第一人稱射擊遊戲，源自《魔域幻境之浴血戰場2004》的一個模組，在Steam平台啟用後被設計成獨立的遊戲。以第一人稱射擊為主軸，又支援最多可達6人的多人連線模式(修改插件超過6人)。由於遊戲內容含有血腥暴力場面，在部分國家被列管為18歲成人遊戲此游戏首次发布了2009年5月14日，微软的Windows，和Mac OS X的2010年5月5日。

## 外部連結
- （英文）官方网站
- （英文）殺戮空間 Steam （页面存档备份，存于）：內有影片和基本介紹。
- 殺戮空間在巴哈姆特的頁面（繁體中文）